# Strategus cessus
Strategus cessus är en skalbaggsart som beskrevs av Leconte 1866. Strategus cessus ingår i släktet Strategus och familjen Dynastidae. Inga underarter finns listade i Catalogue of Life.